# Liste der Städte in der Grenzmark Posen-Westpreußen
Die Liste der Städte in der Grenzmark Posen-Westpreußen führt die in der zwischen 1922 und 1938 bestehenden preußischen Provinz Grenzmark Posen-Westpreußen liegenden Städte auf.
| Deutscher Name         | Landkreis 1910    | Regierungs- bezirk 1910 | Landkreis 1938    | Stadt seit | Einwohner 1910 | Polnischer Name | Powiat (Kreis)        | Woiwodschaft | 1922 aus Provinz | 1938 an Provinz |
| ---------------------- | ----------------- | ----------------------- | ----------------- | ---------- | -------------- | --------------- | --------------------- | ------------ | ---------------- | --------------- |
| Baldenburg             | Schlochau         | Marienwerder            | Schlochau         | 1382       | 2.469          | Biały Bór       | Szczecinek Neustettin | Westpommern  | Westpreußen      | Pommern         |
| Betsche                | Meseritz          | Posen                   | Meseritz          | -1945      | 1.862          | Pszczew         | Międzyrzecz Meseritz  | Lebus        | Posen            | Brandenburg     |
| Blesen                 | Schwerin (Warthe) | Posen                   | Schwerin (Warthe) | 1458–1945  | 1.525          | Bledzew         | Międzyrzecz Meseritz  | Lebus        | Posen            | Brandenburg     |
| Bomst                  | Bomst             | Posen                   | Bomst             | vor 1397   | 1.886          | Babimost        | Zielona Góra Grünberg | Lebus        | Posen            | Brandenburg     |
| Brätz                  | Meseritz          | Posen                   | Meseritz          | 1428–1946  | 1.381          | Brójce          | Międzyrzecz Meseritz  | Lebus        | Posen            | Brandenburg     |
| Deutsch Krone          | Deutsch Krone     | Marienwerder            | Deutsch Krone     | 1303       | 7.673          | Wałcz           | Wałcz Deutsch Krone   | Westpommern  | Westpreußen      | Pommern         |
| Flatow                 | Flatow            | Marienwerder            | Flatow            | vor 1370   | 4.282          | Złotów          | Złotów Flatow         | Großpolen    | Westpreußen      | Pommern         |
| Fraustadt              | Fraustadt         | Posen                   | Fraustadt         | 1273       | 7.538          | Wschowa         | Wschow Fraustadt      | Lebus        | Posen            | Schlesien       |
| Hammerstein            | Schlochau         | Marienwerder            | Schlochau         | 1395       | 3.015          | Czarne          | Człuchów Schlochau    | Pommern      | Westpreußen      | Pommern         |
| Jastrow                | Deutsch Krone     | Marienwerder            | Deutsch Krone     | vor 1602   | 5.514          | Jastrowie       | Złotów Flatow         | Großpolen    | Westpreußen      | Pommern         |
| Kreuz                  | Czarnikau         | Bromberg                | Netzekreis        | 1936       |                | Krzyż           | Czarnków Czarnikau    | Großpolen    | Posen            | Pommern         |
| Krojanke               | Flatow            | Marienwerder            | Flatow            | 1420       | 3.428          | Krajenka        | Złotów Flatow         | Großpolen    | Westpreußen      | Pommern         |
| Landeck                | Schlochau         | Marienwerder            | Schlochau         | 1775–1972  | 767            | Lędyczek        | Złotów Flatow         | Großpolen    | Westpreußen      | Pommern         |
| Märkisch Friedland     | Deutsch Krone     | Marienwerder            | Deutsch Krone     | 1314       | 1.929          | Mirosławiec     | Wałcz Deutsch Krone   | Westpommern  | Westpreußen      | Pommern         |
| Meseritz               | Meseritz          | Posen                   | Meseritz          |            | 5.990          | Międzyrzecz     | Międzyrzecz Meseritz  | Lebus        | Posen            | Brandenburg     |
| Preußisch Friedland    | Schlochau         | Marienwerder            | Schlochau         | 1354       | 3.865          | Debrzno         | Człuchów Schlochau    | Pommern      | Westpreußen      | Pommern         |
| Radolin                | Czarnikau         | Bromberg                | Netzekreis        | 1764–1857  | 595            | Radolin         | Czarnków Czarnikau    | Großpolen    | Posen            | Pommern         |
| Schlochau              | Schlochau         | Marienwerder            | Schlochau         | 1348       | 3.616          | Człuchów        | Człuchów Schlochau    | Pommern      | Westpreußen      | Pommern         |
| Schloppe               | Deutsch Krone     | Marienwerder            | Deutsch Krone     | vor 1350   | 1.957          | Człopa          | Wałcz Deutsch Krone   | Westpommern  | Westpreußen      | Pommern         |
| Schneidemühl           | Kolmar in Posen   | Bromberg                | Stadtkreis        | 1380       | 26.126         | Piła            | Piła Schneidemühl     | Großpolen    | Posen            | Pommern         |
| Schönlanke             | Czarnikau         | Bromberg                | Netzekreis        | 1731       | 7.849          | Trzcianka       | Czarnków Czarnikau    | Großpolen    | Posen            | Pommern         |
| Schwerin an der Warthe | Schwerin (Warthe) | Posen                   | Schwerin (Warthe) | 1295       | 6.713          | Skwierzyna      | Międzyrzecz Meseritz  | Lebus        | Posen            | Brandenburg     |
| Tirschtiegel           | Meseritz          | Posen                   | Meseritz          | vor 1394   | 2.385          | Trzciel         | Międzyrzecz Meseritz  | Lebus        | Posen            | Brandenburg     |
| Tütz                   | Deutsch Krone     | Marienwerder            | Deutsch Krone     | vor 1306   | 2.096          | Tuczno          | Wałcz Deutsch Krone   | Westpommern  | Westpreußen      | Pommern         |
| Unruhstadt             | Bomst             | Posen                   | Bomst             | 1661       | 1.612          | Kargowa         | Zielona Góra Grünberg | Lebus        | Posen            | Brandenburg     |